# Nilphamari Sadar
Nilphamari Sadar è un sottodistretto (upazila) del Bangladesh situato nel distretto di Nilphamari, divisione di Rangpur. Si estende su una superficie di 373,09 km² e conta una popolazione di 306.051 abitanti (dato censimento 1991).